# Vestido Cheek to Cheek
El vestido Cheek to Cheek (en inglés: Cheek to Cheek dress) es un traje que la actriz Ginger Rogers lució en la película Sombrero de copa (1935).

## Historia

### Contexto
Ginger Rogers y el diseñador Bernard Newman llevaban varios años trabajando juntos en el diseño de los atuendos de la actriz; Newman, quien ya había vestido a Rogers en las películas Rafter Romance (1933), Roberta (1935) y Star of Midnight (1935), solía pedir a la actriz que aportase ideas para la confección del vestuario de sus personajes, detalle muy inusual en aquel entonces puesto que por lo general los diseñadores querían tener total control sobre sus creaciones. Esta colaboración entre Rogers y Newman llevaría a la actriz a declarar lo siguiente: «A diferencia de otros diseñadores, Bernie estaba abierto a sugerencias. Él decía “dime qué clase de vestido quieres y qué color te gustaría”. Entonces me enseñaba muestras de todo tipo de preciosos materiales: lamé, chifón, seda y brocado. Yo estaba particularmente interesada en el número “Cheek to Cheek” y le hice saber mis preferencias».: 140 

### Creación
Con el fin de adaptarse a la coreografía de «Cheek to Cheek», canción obra de Irving Berlin que la actriz bailó con Fred Astaire, Rogers pidió a Newman que diseñase un vestido en color azul pálido, «un azul puro sin nada de verde, como el azul que encuentras en los cuadros de Monet» según palabras de la actriz.: 140  Además del tono, Rogers solicitó a Newman que el traje tuviese la espalda baja y que estuviese confeccionado en satén y cubierto de plumas de avestruz en la zona superior del corpiño y en la falda. El diseñador se mostró conforme con la petición de Rogers y procedió a crear un boceto en color del vestido; según la actriz: «Es divertido discutir el color cuando estás haciendo una película en blanco y negro, pero el tono tenía que ser harmonioso». En lo relativo a las plumas, Newman se puso en contacto con un artista plumario para la labor de alineamiento de las mismas, informando posteriormente a Rogers de que solo el plumaje costaría la exorbitante cifra de $1500.: 140  Cabe destacar que el boceto, como era costumbre en ese entonces, fue mostrado para su aprobación al productor del filme,  Pandro Samuel Berman, quien ya produjera otras tres películas protagonizadas por Rogers: La alegre divorciada (1934) y las ya mencionadas Roberta y Star of Midnight.

### Controversia
El traje generó controversia incluso antes de la filmación. El mismo día en que estaba previsto el rodaje de la escena de la canción «Cheek to Cheek», la cual se grabó en una pista de grandes dimensiones para la que se necesitaron dos escenarios sonoros contiguos de la RKO Pictures con el objetivo de recrear un elegante salón de baile a lo largo de un canal veneciano, Astaire y la actriz ensayaron en la pista de baile con ropa de calle como era costumbre, solicitando Mark Sandrich, director del filme, el inicio de la filmación tan pronto ambos actores y él quedaron satisfechos. En consecuencia, Argyle Nelson, asistente de dirección, ordenó al departamento de vestuario de la RKO que sacase el traje de Rogers del guardarropa de los estudios (donde se le estaban efectuando los últimos retoques) y lo llevase al plató; Rogers recuerda en su autobiografía el disgusto de los allí presentes cuando la prenda fue introducida en el set por su asistente de vestuario, Clarkie, quien sostenía el vestido por encima de la cabeza rumbo al camerino portátil de la actriz para depositarlo en el perchero. Poco después de que Rogers entrase al mismo para cambiarse, Sandrich llamó a la puerta y le sugirió usar otro atuendo, concretamente un vestido blanco diseñado por Walter Plunkett que la actriz ya había lucido en La alegre divorciada, declarando que le parecía mucho más bonito que el de Newman: «Bueno, a decir verdad, a medida que veíamos cómo traían el vestido, todos nosotros alrededor de la cámara lo rechazamos de inmediato. Realmente me gustaría ir arriba al guardarropa y conseguir tu vestido de La alegre divorciada».: 141–142  Rogers expuso sin embargo que el público reconocería al instante el atuendo, argumento que no sirvió para que Sandrich cambiase de parecer; la insistencia del director llegó a tal punto que la actriz empezó a sospechar que la idea de cambiar de traje provenía de Astaire, quien por regla general controlaba cada mínimo detalle de sus números musicales, habiendo llegado incluso a escribir una carta de tres páginas a Berman antes del inicio de la producción de la película en la cual mostraba abiertamente su desagrado hacia el guion: «Como se supone que este libro fue escrito para mí con la intención de darme la oportunidad de hacer cosas que son más adecuadas para mí, no puedo ver que mi papel incorpore alguno de los elementos necesarios, excepto bailar, bailar, bailar».: 139 

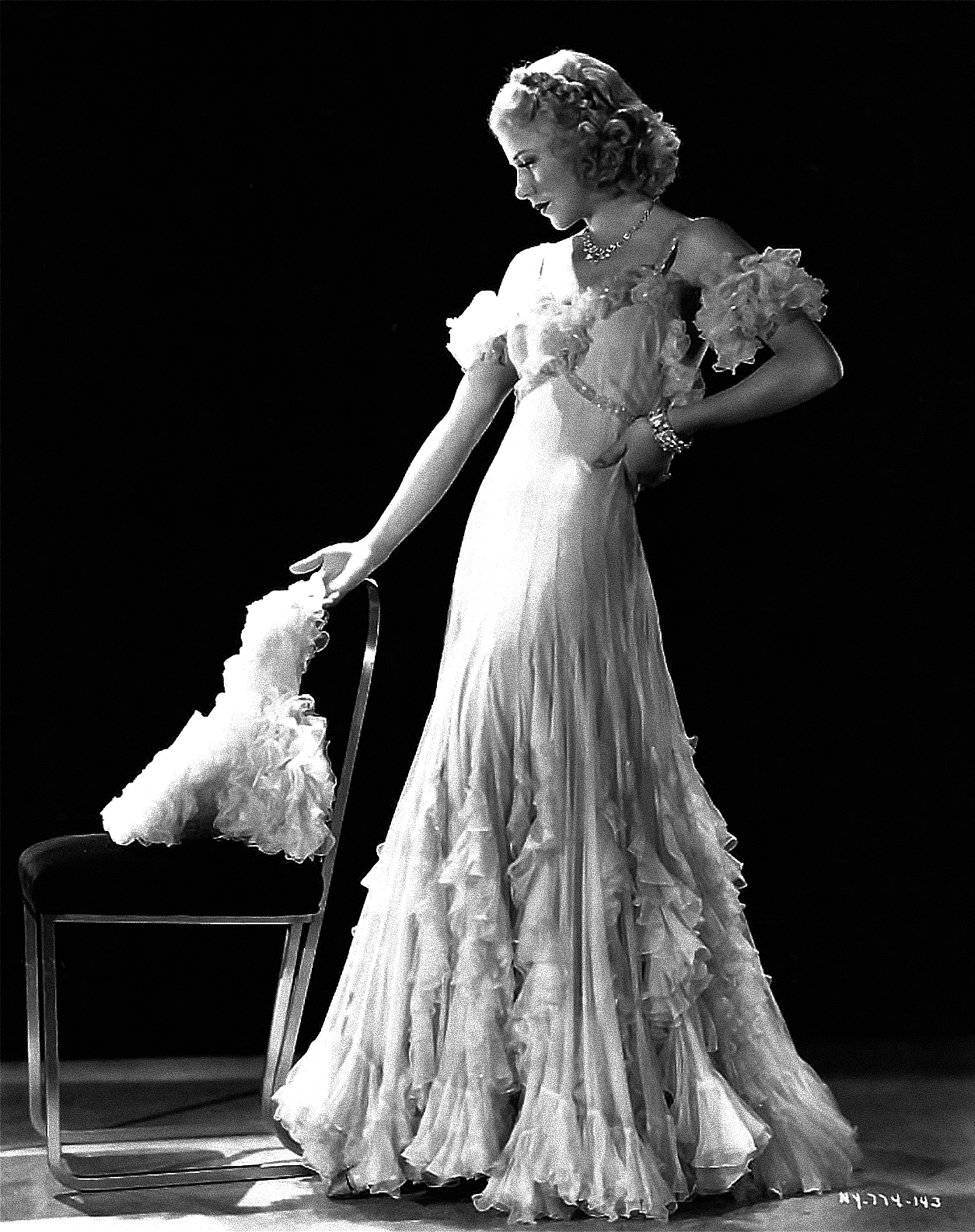
Ginger Rogers en La alegre divorciada (1934). Sandrich quería que el atuendo de la imagen, obra de Walter Plunkett, fuese utilizado en lugar del vestido de Bernard Newman para la canción «Cheek to Cheek».

Decidido a cambiar un vestido por otro, Sandrich informó a Rogers de que iba a solicitar el envío al plató del traje de La alegre divorciada, tras lo cual abandonó el camerino. Rogers, quien se sintió «aturdida, desconsolada, decepcionada y enfadada», tomó la decisión de llamar por teléfono a su madre, la guionista Lela Owens Rogers. Una vez Owens se presentó en el estudio, Sandrich trató de convencerla de usar el traje de Plunkett, el cual ya había sido conducido al camerino de Rogers, quien pudo comprobar que la prenda se hallaba sucia y deformada como consecuencia de haber permanecido largo tiempo colgada en una percha: «Me alegro de que esté usted aquí. Puede ayudarme a convencer a Ginger de ponerse este elegante vestido blanco que llevó en La alegre divorciada en vez de esta, esta, esta… cosa emplumada». Sin embargo, Owens se puso del lado de su hija, lo que aunado a la insistencia del director de no dar su brazo a torcer llevó al extremo de que los ejecutivos de la RKO tuviesen que personarse en el set. Rogers recuerda que cuando abrió la puerta del camerino había un total de diez hombres (cinco de ellos de la oficina principal del estudio), quienes acudieron para tratar de convencerla de escoger el otro vestido. Sandrich, quien ya había descartado el traje de Plunkett ante el firme rechazo de Rogers y Owens, preguntó a esta última: «¿Por qué no llamamos arriba y les pedimos que busquen otro vestido con el que ella haya bailado?». Owens respondió, según Rogers, con unas palabras que sonaron como «siete bumeranes»: «¡¿Por qué no consigues a otra chica?!». Tras decir esto madre e hija abandonaron el plató; de inmediato Nelson fue en su busca para informarles de que Sandrich había accedido a realizar un ensayo con el vestido de Newman, a lo que ambas reaccionaron con cierta desconfianza; Owens le dijo a su hija que no volviese a menos que quisiese hacerlo, a lo que Rogers contestó: «Te voy a decir esto madre. O es ese vestido o me voy a casa. Así que espera. Puede que aún tengas que llevarme a casa».: 142–143 
La actriz se puso el traje de Newman en diez minutos y comenzó el ensayo, el cual se llevó a cabo en un ambiente de gran tensión. Rogers recuerda que «nuestras emociones estaban a flor de piel. A él [Astaire] no le gustaba mi vestido, y a mí no me agradaba que me pusieran a prueba. En nuestra prueba, es cierto, algunas de las plumas revolotearon y molestaron a Fred. Él murmuró para sí mismo a medida que se arrancaba las plumas del frac. En vez de “Cheek to Cheek”, la canción debería haberse llamado “Horns to Horns”».: 143  Sin embargo, en 1987 Rogers declaró en una entrevista que «lo que puedes ver son las plumas desprendiéndose mientras bailo, las ves flotar. Pero no las ves en su ropa. Pero él las veía en su ropa. Estaba furioso y supongo que no podía culparle. Pero yo había diseñado el vestido y lo iba a llevar, y lo hice». Pese al inconveniente del traje de Newman, Rogers seguía decidida a utilizarlo ya que el mismo no solo se adaptaba a la coreografía sino que se movía con gran elegancia; algunas fuentes señalan que Astaire, harto de ver plumas volando por el set, le alzó la voz a Rogers, quien habría acabado llorando, un hecho que la actriz no menciona en su autobiografía, aunque Hermes Pan, coreógrafo del número, sí hizo mención a este momento, recordando la violenta situación que se produjo entre Astaire y Owens. De acuerdo con Pan: «Era la última hora de la tarde, e íbamos a grabar el número temprano a la mañana siguiente. Empezaron a ensayar, y las plumas cayeron por todas partes. Cegaron a Fred y se metieron por su nariz y le hicieron estornudar. Después de aproximadamente una hora, se rindió. Tuvimos una reunión a la mañana siguiente, y el diseñador aseguró que estaría bien. Pero las plumas seguían volando, y a última hora de la tarde, Fred alzó los brazos. Estaba blanco de ira. Le gritó algo a Ginger. Ella rompió a llorar, y Lela se abalanzó sobre él como una madre rinoceronte protegiendo a sus crías. Tras muchos gritos, Fred se retiró a un extremo del escenario de sonido, y Ginger y Lela se instalaron en el otro. Durante un día entero, hubo un silencio sepulcral».: 112  Rogers recordó aquella incómoda situación con estas palabras: «Obviamente, nadie del reparto o del equipo estaba dispuesto a escoger bando, particularmente no el mío. A mí me parecía bien. Ya había tenido que estar sola antes. Al menos mi madre estaba allí para apoyarme en mi enfrentamiento con toda la gerencia, además de Fred Astaire y Mark Sandrich. Mis 105 libras no me habrían permitido superar el primer round sin ella».: 142–143 
Una vez concluido el ensayo, el director accedió a regañadientes a que Rogers luciese el traje de Newman a pesar del inconveniente de las plumas; Newman y el departamento de vestuario dispusieron de toda la noche para reforzar la sujeción de cada pluma de manera individual, tal y como recuerda Pan: «Finalmente, el diseñador accedió a pasar toda la noche cosiendo cada pluma en su lugar. Al tercer día, pese a que unas pocas plumas seguían volando, fuimos capaces de filmar el baile».: 112–114  Según el testimonio de Rogers: «El ensayo terminó y era hora del rodaje. Tras la primera toma, pude sentir que por un momento, ellos habían cedido gentilmente. La actitud de Fred aún era fría y distante, pero Mark no se estaba tomando la derrota con ninguna gracia. Yo estaba triste de que ellos no viesen lo que ese precioso vestido aportaría al número».: 143–144  La grabación del baile pudo llevarse a cabo sin mayores contratiempos, aunque durante el rodaje varias plumas cayeron al suelo (tal y como puede apreciarse en la película), siendo necesario a su vez efectuar varios cortes en la filmación para que se cepillase el frac de Astaire debido a que algunas plumas quedaban adheridas a su ropa.: 39  Al día siguiente, cuando Rogers se presentó en el estudio para ver las tomas, nadie le dirigió la palabra a excepción de un asistente, quien la felicitó por su atuendo, aunque lo hizo brevemente con el fin de que nadie advirtiese que estaba hablando con ella: «Aparecí para los rushes al día siguiente y fui recibida por un frío silencio. Los rushes (tomas sin editar) eran vistos usualmente a las 6:30 o 7:00. Ese día fueron mostrados a las 4:00. Las luces se apagaron, y nadie en la sala de proyección me habló. Nadie advirtió mi presencia. […] Cuando las luces se encendieron, todos salieron en fila, hablando unos con otros sotto voce. Yo fui la última en salir de la sala. A medida que llegaba a la calle, uno de los asistentes vino detrás de mí y, al pasar junto a mí, dijo en un susurro escénico mientras miraba hacia delante, “creo que se ve precioso. Así que ¿qué son una o dos plumas sueltas?”. Y siguió caminando. Fue la primera palabra amable que había escuchado de cualquiera del grupo». En lo tocante al resto de secuencias que aún quedaban por grabar, la actriz recuerda que Sandrich ya no tuvo el trato amistoso del que hasta entonces había hecho gala, pues su actitud pasó a ser «rígida y seria», siendo Nelson el único que la trató bien al darle «una sonrisa y un guiño al final del día».: 144 

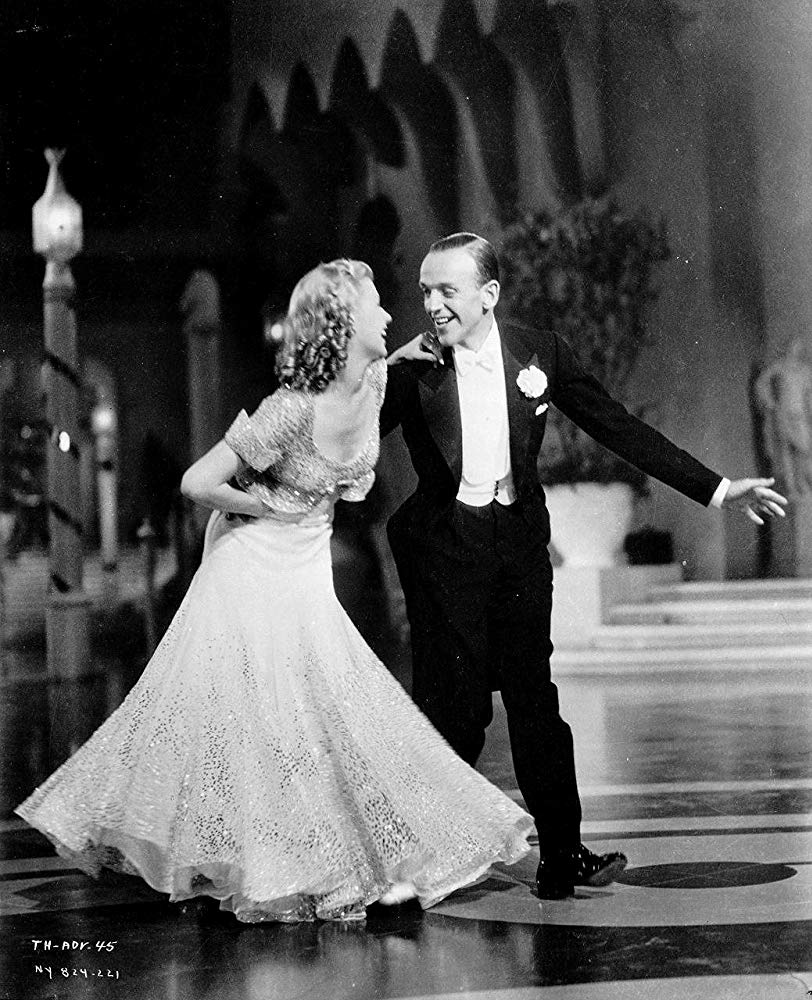
Ginger Rogers y Fred Astaire en Sombrero de copa (1935). El atuendo de la imagen es, al parecer, el único vestido de la película que aún se conserva.

En su autobiografía, Astaire menciona el incidente de distinta manera. Según él, solicitó que se procediese a la realización de un ensayo con el traje de Newman, pero al parecer el atuendo aún no estaba listo ya que supuestamente todavía no había concluido la labor de costura de todas las plumas, viéndolo por vez primera cuando Rogers se presentó en el set llevándolo puesto el mismo día del rodaje, el cual fue presenciado por su esposa Phyllis Livingston Potter;: 89 : 208  de acuerdo con Astaire, la actriz llegó al plató tras un retraso de una hora «mientras se metía en esa cosa», lo que constituyó un contratiempo de gran magnitud ya que el actor solía ensayar los números con el atuendo final antes de la filmación para asegurarse de que todo salía a la perfección.: 208  En sus memorias, Astaire relató que ya en el pasado había tenido algún que otro inconveniente con los vestidos de Rogers, mencionando en repetidas ocasiones haber sido abofeteado en el rostro por unos largos guantes diseñados por la actriz. Según el actor: «Los vestidos de baile de mis parejas han sido un problema de trabajo durante años, y en Sombrero de copa me atrevo a decir que llegó a su punto más alto. […] Ginger ensayó los últimos días antes de rodar con un vestido de utilería. Había visto el dibujo del vestido real que iba a usar: un vestido con plumas y muy bonito, pensé. […] Luego nos preparamos para ensayar el número de principio a fin con el playback para cámara y luces. Todo fue bien durante la canción, pero cuando hicimos el primer movimiento del baile, las plumas empezaron a volar como si un pollo hubiese sido atacado por un coyote. Nunca vi tantas plumas en mi vida. Era como una tormenta de nieve. Estaban flotando alrededor como millones de polillas. Tenía plumas en los ojos, las orejas, la boca, por todo el frente del traje, que acabó siendo un traje de etiqueta blanco. […] Grité: “Creí que se suponía que estas plumas estarían cosidas al vestido”. La mujer del guardarropa respondió: “Oh, solo es porque era la primera vez que el vestido era movido un poco. No volverá a ocurrir”».: 208–209  Astaire sugirió que la escena se filmase rápido, a fin de evitar que el atuendo se quedase sin plumas antes del rodaje; en primer lugar se procedió a fotografiar la canción, reiniciándose inmediatamente después el baile, lo que volvió a generar problemas: «El cámara nos detuvo, diciendo que no podía fotografiar el número de esa forma, y también que el suelo estaba cubierto de plumas. Esto continuó una y otra vez. La madre de Ginger corrió al escenario para ayudar, pero ni siquiera Lela pudo. Las plumas seguían volando, la mujer del guardarropa sacudió el vestido y los barrenderos las recogieron, pero seguían volando y no pudimos conseguir una toma válida. Fue divertido al cabo de un rato. Corrió por todo el lugar la noticia de que había una ventisca en el set de Sombrero de copa. Los turistas se acercaron. […] Nos reímos de ese episodio durante semanas. Fue una especie de broma recurrente entre Ginger y yo. Solía llamarla “Plumas”».: 209–210  Aunque el desprendimiento de las plumas causó inconvenientes en la filmación (pese a que las mismas habían sido fijadas al vestido con más firmeza), una vez examinado el metraje se pudo comprobar que fueron pocas las plumas que salieron volando, siendo un número muy reducido las que quedaron sobre el suelo de la pista de baile. Cuatro días después del rodaje de la escena, Rogers recibió un regalo de Astaire en su camerino consistente en una pluma de oro para que la actriz adornase un brazalete que acostumbraba a usar. La caja donde se hallaba el regalo estaba acompañada de la siguiente nota: «¡Querida Plumas, te quiero! Fred»;: 144  desde entonces el actor llamaría a Rogers por este apodo, regalándole posteriormente un objeto alusivo a este mote el cual consistía en un reloj de viaje alojado en un estuche de oro con forma de sobre, obra del «joyero de las estrellas» Paul Flato; el interior del estuche contaba con el siguiente grabado: «De la mano a las plumas/Todo mi amor – Fred». A mayores, Astaire y Pan crearon una parodia de la canción el mismo día del rodaje de la escena nada más concluir las filmaciones:

Feathers
I hate feathers
And I hate them so that I can hardly speak
And I never find the happiness I seek
With those chicken feathers dancing
Cheek to cheek.: 321 
Plumas
Odio las plumas
Y las odio tanto que apenas puedo hablar
Y nunca encuentro la felicidad que busco
Con esas plumas de pollo bailando
Mejilla con mejilla.

### Paradero
Actualmente se desconoce el paradero del traje y no se sabe con seguridad si aún se conserva. Existe la posibilidad de que se reutilizase para otros filmes y se desgastase con el uso al igual que ocurrió con otras prendas de la época, lo que podría haber llevado a que el atuendo fuese tirado a la basura sin saberse en qué películas había aparecido, aunque un deficiente almacenaje podría haber deteriorado igualmente la prenda (las perchas de madera, conocidas por su alto contenido en ácido, solían provocar que los vestidos se desgarrasen en la zona de los hombros). Otra posibilidad es que fuese robado; durante muchos años los estudios no tuvieron ningún tipo de cuidado con los trajes, accesorios, guiones y demás elementos vinculados a las películas que producían, sin ser conscientes del alto valor que acabarían teniendo en el futuro (a menudo los empleados se llevaban estos objetos como recuerdo sin permiso, sabedores de que a los directivos no les importaba esta sustracción de material). Cabe también la posibilidad de que fuese modificado para su uso en otros filmes; esta circunstancia se dio, por ejemplo, con al menos tres vestidos de Gilbert Adrian: el traje de chifón de Greta Garbo en Camille (1936), completamente modificado para Joan Fontaine en Rebecca (1940); el vestido de Glinda, originalmente lucido por Jeanette MacDonald en San Francisco (1936) y severamente modificado para Billie Burke en El mago de Oz (1939); y otro traje de MacDonald de la misma película, levemente alterado para Gracie Allen en Honolulu (1939). A día de hoy solo hay constancia de la existencia de uno de los trajes de la película: el vestido de lentejuelas que Rogers lució en la secuencia de baile «The Piccolino», conservado en el Smithsonian, donde también se custodia el atuendo de abalorios que la actriz llevó en Sigamos la flota (1936).

## Descripción
El traje estaba confeccionado en satén brillante de color azul claro y era ceñido al cuerpo, con plumas de avestruz cosidas alrededor del cuello, los hombros, y desde las caderas hasta los pies. El vestido presentaba corte al bies, sello distintivo de los años 1930, detalle que permitía que las prendas se ajustaran a la curvatura del cuerpo al estar la tela cortada en diagonal. La espalda contaba con un escote tan pronunciado que la misma quedaba al aire casi en su totalidad, acorde a la moda de la época aunque sin violar el entonces vigente código Hays. Rogers prescindió del uso de sujetador ya que este tipo de diseños se ajustaban al cuerpo con el fin de realzarlo de forma provocativa, siendo los únicos complementos unos diamantes de estilo art déco en el escote y un lazo de satén en la parte baja de la espalda.

## Legado
El traje, considerado el vestido más famoso de Rogers en una película así como todo un ejemplo del glamour de la era dorada de Hollywood, causó impacto en los espectadores e incluso condujo al aumento de las ventas de productos con plumas en un 85%, si bien no llegaría a tener el éxito de otras prendas cinematográficas de la época, como el vestido Letty Lynton o el vestido de Shanghai Lily, aparte de que el uso de plumas de avestruz ya había sido popularizado poco antes por Jean Harlow en Cena a las ocho (1933). Rogers, quien siempre se mostró a favor del uso de este atuendo para la película, encargó a Jean Louis la elaboración de una réplica en color rosa para su programa The Ginger Rogers Show (1975-1979), la cual lució durante una recreación del baile «The Continental» de la película La alegre divorciada, prenda hoy conservada en la Missouri Historic Costume and Textile Collection (destaca a su vez la exhibición de una réplica, obra de Robert Lehman, en la exposición Romantic and Glamorous Hollywood Design, celebrada en el Museo Metropolitano de Arte de Nueva York del 21 de noviembre de 1974 al 9 de enero de 1975). Por su parte, Astaire recrearía de manera cómica el incidente de Sombrero de copa con Judy Garland en Desfile de Pascua (1948), llegando el uso de plumas de avestruz a su máximo exponente con dos trajes de Adrian para, respectivamente, Virginia Bruce en El gran Ziegfeld (1936) y  Eve Arden en Ziegfeld Girl (1941). En 1995, año de la muerte de Rogers, Maureen Dowd escribió para The New York Times, recordando cuando en 1975 conoció a la actriz en  Washington, a donde había acudido para manifestarse en contra de la conversión a color de películas en blanco y negro, que «nada filmado en color fue más bonito que la visión de Ginger Rogers en un vestido emplumado». La popularidad de la prenda y su estilo un tanto extravagante ha llevado a que se la compare con el vestido de cisne que la cantante Björk lució en los Premios Óscar de 2000, gozando el traje de reconocimiento ya bien entrado el siglo xxi gracias al musical Sombrero de copa (2011), en el cual se utilizó una réplica del atuendo en color blanco. La prenda, cuya fama ha llevado a su reproducción en miniatura para una muñeca de arcilla y una muñeca de tocador, ha tenido a su vez influencia en el mundo de la moda en época reciente, pues en 2012 Óscar de la Renta se inspiró en el vestido para un diseño de su colección de primavera el cual mostró en la New York Fashion Week, mientras que en 2015, durante el Cheek to Cheek Tour, la cantante Lady Gaga lució dos trajes de plumas, uno rojo (obra de Brandon Maxwell) y otro blanco (creación de Roberto Cavalli), inspirados en el vestido de Rogers, destacando a su vez en 2024 varios atuendos similares obra de Catherine Regehr así como un traje de novia creado en 2017 por Modehaus Bridal Atelier con plumas de avestruz proporcionadas por Dersh Feather.